# 阿保町
阿保町（あおちょう）は三重県名賀郡にあった町。現在の伊賀市の南東部、近鉄大阪線・青山町駅の周辺にあたる。本項では町制前の名称である阿保村（あおむら）についても述べる。

## 地理
- 河川：木津川、前深瀬川、川上川

## 歴史
- 1889年（明治22年）4月1日 - 町村制の施行により、阿保村・柏尾村・岡田村・寺脇村・別府村・羽根村の区域をもって伊賀郡阿保村が発足。
- 1896年（明治29年）4月1日 - 所属郡が名賀郡に変更。
- 1920年（大正9年）3月1日 - 阿保村が町制施行して阿保町となる。
- 1955年（昭和30年）3月1日 - 上津村・種生村・矢持村と合併して青山町が発足。同日阿保町廃止。

## 交通

### 鉄道路線
- 近畿日本鉄道
  - 大阪線
    - 阿保駅（現・青山町駅）

### 道路
- 国道165号